# Большой Пинеж
Большой Пинеж (горномар. Кого Пӹньӹж) — деревня в Килемарском районе Республики Марий Эл. Входит в состав Нежнурского сельского поселения.

## География
Находится в западной части республики Марий Эл на расстоянии приблизительно 21 км по прямой на северо-запад от районного центра посёлка Килемары.

## История
Основана в XVIII веке марийскими переселенцами из Вятской и Нижегородской губерний. В 1891 году в деревне в 13 дворах проживали 65 человек (все мари), в 1927 году был отмечен 51 двор и 283 жителя, в 1941 году проживали 332 человека, в 1950 260. В 1962 году было 54 хозяйства, проживали 215 человек. С 1931 года деревня была передана их Нижегородской области в Марийскую автономную область. В советское время работали колхозы «Путеводитель», «Новый путь» и «Рассвет».

## Население
Население составляло 62 человека (русские 34 %, мари 64 %) в 2002 году, 47 в 2010.